# Evaluación de Opciones Científicas y Tecnológicas
El panel de Evaluación de Opciones Científicas y Tecnológicas (STOA por sus siglas en inglés) es un comité de miembros del Parlamento Europeo, que se dedica a todas las cuestiones relacionados con la ciencia y la evaluación tecnológica.

## Trabajo
La Evaluación de Opciones Científicas y Tecnológicas (STOA por sus siglas en inglés) es un órgano oficial del Parlamento Europeo, responsable de la evaluación tecnológica y está activo desde el año de 1987. Su tarea es llevar a cabo evaluaciones expertas e independientes del impacto de las nuevas tecnologías, además de identificar opciones de políticas a largo plazo, las cuales sean estratégicamente útiles a las comisiones del Parlamento en su papel de formulación de políticas.
El trabajo de STOA es realizado en colaboración con expertos externos. Estos pueden ser institutos de investigación, universidades, laboratorios, consultorías o investigadores individuales contratados para ayudar a preparar proyectos específicos. STOA se enfoca cada vez más a las discusiones expertas en mesas redondas, conferencias y talleres asociados o de consecuencias de estudios. Los Miembros del Parlamento (MEPs por sus siglas en inglés) junto con invitados expertos de instituciones de la Unión Europea, instituciones internacionales, universidades, institutos especializados, academias y otras fuentes de conocimientos en todo el mundo pueden participar en conjunto para analizar temas de actualidad en estos eventos.
El Parlamento Europeo define su posición en estos temas a través de reportes realizados por los Comités. Si los comités deciden que sería útil a su papel de formulación de políticas, el buscar evaluación experta e independiente de distintas opciones científicas o tecnológicas en los sectores políticos interesados, tienen STOA a su disposición: el Parlamento cuenta con su propia unidad de Evaluación de Opciones Científicas y Tecnológicas.

## Organización
El panel de STOA es políticamente responsable del trabajo que realiza STOA. El panel de STOA se conforma de 15 Miembros del Parlamento Europeo: uno de ellos es el vicepresidente del Parlamento, quien es el responsable de STOA, cuatro miembros de la Comisión de Industria, Investigación y Energía y dos miembros de las Comisiones del Medio Ambiente, de Salud Pública y Seguridad Alimentaria; de Mercado Interior y Protección del Consumidor, de Empleo y Asuntos sociales; de Transportes y Turismo; y de Agricultura y Desarrollo Rural.
La oficina de STOA dirige las actividades de STOA y prepara las reuniones del Panel. La oficina de STOA es elegida por el Panel de STOA.
En la actualidad, el presidente es Antonio Correia de Campos. de Portugal.
Los dos vicepresidentes son Paul Rübig. de Austria y Malcolm Harbour del Reino Unido. El cuarto miembro de la Oficina de STOA es el vicepresidente del Parlamento Europeo, quien es responsable de STOA, Oldřich Vlasák.
Los expresidentes de STOA han sido Paul Rübig, Philippe Busquin, Rolf Linkohr, Alain Pompidou y Antonios Trakatellis.
Basado en las necesidades expresadas por las diferentes comisiones parlamentarias, STOA proporciona los órganos parlamentarios con estudios e información científica independiente, imparcial y de alta calidad. Esto los ayuda a evaluar el impacto de la introducción o promoción de las nuevas tecnologías, e identificar desde un punto de vista tecnológico las mejores opciones posibles de actuar. Gran cantidad de estudios están disponibles hasta ahora.
STOA es un miembro de la red de la Evaluación de la tecnología del Parlamento Europeo (EPTA por sus siglas en inglés).